# Saint-Ellier-les-Bois
Saint-Ellier-les-Bois is een gemeente in het Franse departement Orne (regio Normandië) en telt 243 inwoners (1999). De plaats maakt deel uit van het arrondissement Alençon.

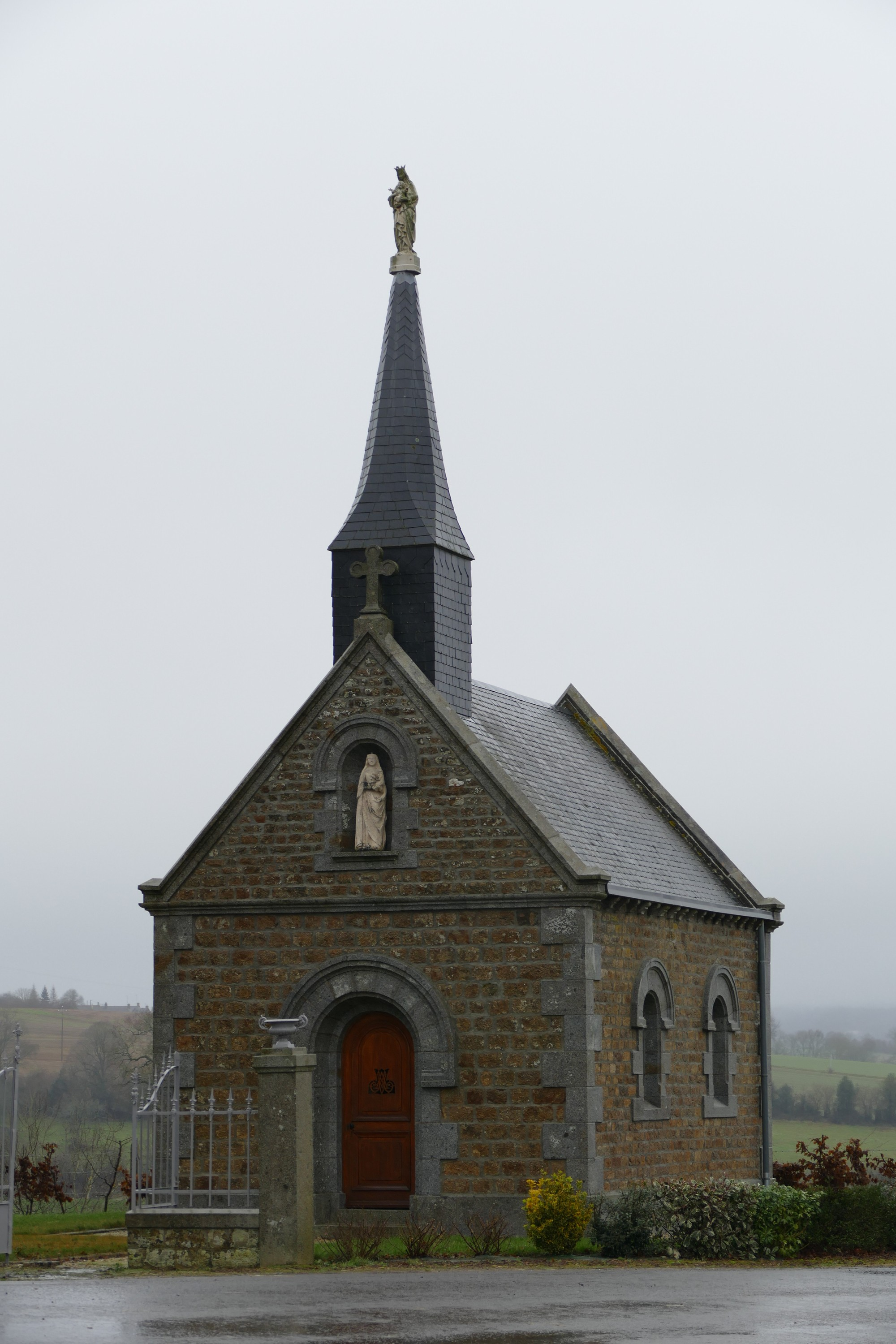
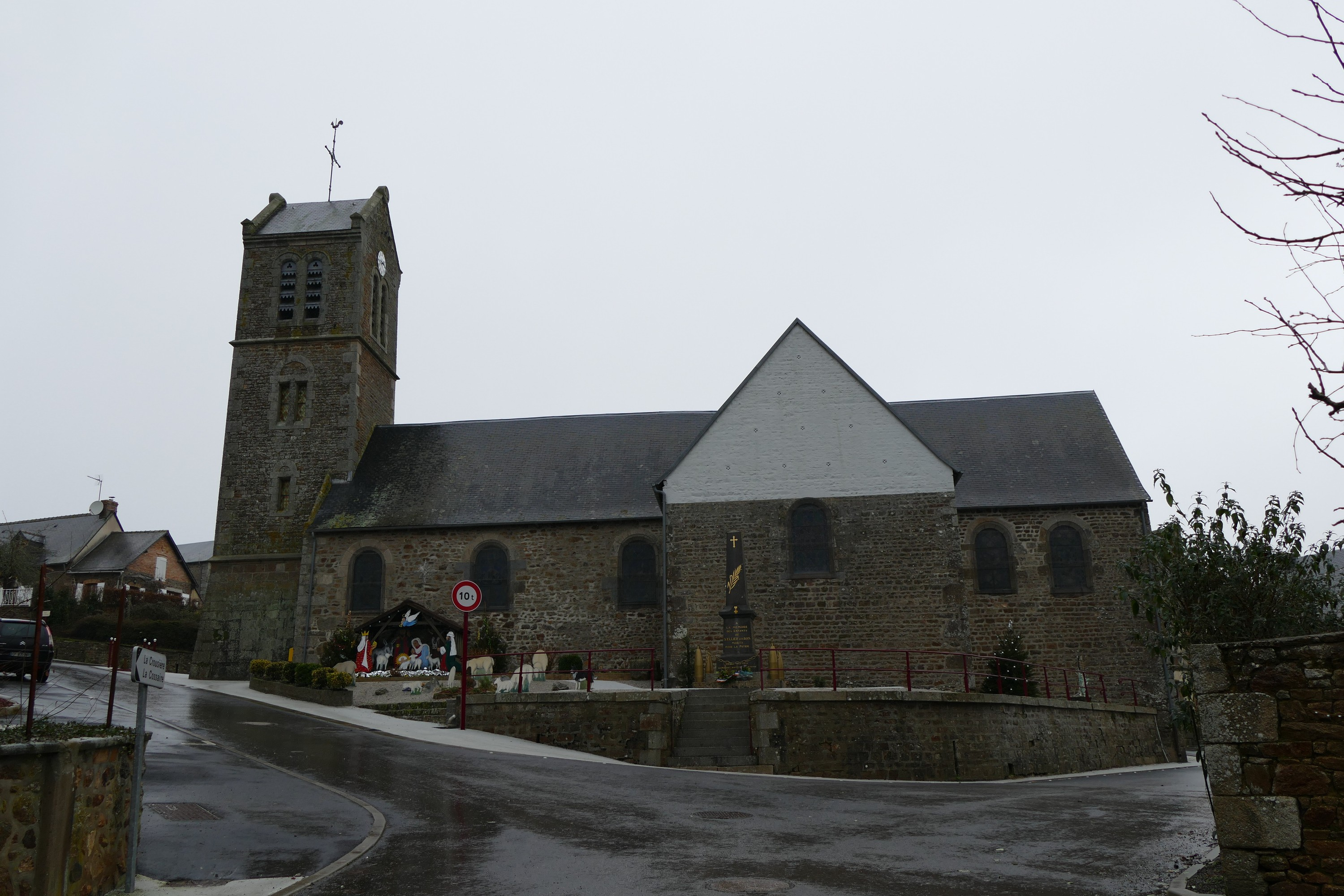

## Geografie
De oppervlakte van Saint-Ellier-les-Bois bedraagt 13,4 km², de bevolkingsdichtheid is 18,1 inwoners per km².
De onderstaande kaart toont de ligging van Saint-Ellier-les-Bois met de belangrijkste infrastructuur en aangrenzende gemeenten.

## Demografie
Onderstaande figuur toont het verloop van het inwonertal (bron: INSEE-tellingen).